# Élection présidentielle sénégalaise de 1988
L'élection présidentielle sénégalaise de 1988 a eu lieu le 28 février 1988, le même jour que les élections législatives. Elle a été remportée par le président sortant, Abdou Diouf, qui récolte un peu plus de 73 % des voix.

## Contexte
Quatre candidats sont en lice, le président Abdou Diouf (PS) qui brigue un troisième mandat, l'avocat Abdoulaye Wade (PDS) qui a déjà affronté Senghor et une première fois Abdou Diouf en 1983, un autre avocat, Babacar Niang (PLP), ainsi que l'économiste marxiste casamançais Landing Savané (MRDN).

## Résultats
Le taux de participation est de 58,8 %, soit un peu supérieur à celui des élections législatives du même jour (57,9 %).
L'annonce des résultats déclenche des violences, car l'opposition soupçonne des fraudes. Plusieurs leaders, dont Abdoulaye Wade, sont arrêtés et incarcérés. L'état d'urgence est décrété.
| Candidat                  | Candidat                  | Parti                     | Voix      | %     |  |
| ------------------------- | ------------------------- | ------------------------- | --------- | ----- |  |
|                           | Abdou Diouf               | PS                        | 828 301   | 73,20 |  |
|                           | Abdoulaye Wade            | PDS                       | 291 869   | 25,80 |  |
|                           | Babacar Niang             | PLP                       | 8 449     | 0,75  |  |
|                           | Landing Savané            | MRDN                      | 2 849     | 0,25  |  |
|                           |                           |                           |           |       |  |
| Votes valides             | Votes valides             | Votes valides             | 1 131 468 | 99,64 |  |
| Votes blancs et invalides | Votes blancs et invalides | Votes blancs et invalides | 4 033     | 0,36  |  |
| Total                     | Total                     | Total                     | 1 135 501 | 100   |  |
| Abstention                | Abstention                | Abstention                | 796 764   | 41,24 |  |
| Inscrits/Participation    | Inscrits/Participation    | Inscrits/Participation    | 1 932 265 | 58,76 |  |